# Teatr Objazdowy Generalnego Gubernatorstwa
Teatr Objazdowy Generalnego Gubernatorstwa – teatr impresaryjny powołany w lipcu 1942 w Krakowie przez Główny Urząd Propagandy przy Urzędzie Generalnego Gubernatora (Fachabteilung für Volksaufklärung und Propaganda).
Jedynym utworem w repertuarze teatru była sztuka antytyfusowa Kwarantanna autorstwa Haliny Rapackiej.

## Działalność Teatru
Kierownikiem Teatru został Niemiec Aleksander Lippitsch, a kierownikiem artystycznym Tadeusz Hoffmann, krakowski przedsiębiorca teatralny. Inauguracja działalności sceny objazdowej i prapremiera Kwarantanny odbyła się 1 sierpnia 1942 w Tarnowie.
Zespół aktorski teatru nie był stały. W trasy wyruszali zarówno aktorzy z wykształceniem scenicznym, jak i aktorzy ze scenek amatorskich czy przypadkowe osoby, luźno bądź wcale niezwiązane z pracą na scenie. Gaże aktorów występujących w Kwarantannie były stosunkowo wysokie, mimo to Lippitsch i Hoffman musieli nakłaniać profesjonalnych aktorów do występu drogą szantażu. Opierającym się wysyłano wezwania do zgłoszenia się na roboty do Niemiec, grożono zsyłkami do obozów koncentracyjnych, a w przypadku unikania stawienia się na wyjazd w trasę ściągano przy pomocy Gestapo. Niektórym udawało się uzyskać zwolnienie (Lidia Kownacka), inni rejterowali z zespołu (Zofia Markowska, Maria Tylczyńska, Józef Danek-Dwornicki). Kłopoty kadrowe były przyczyną zmniejszenia aktywności Teatru w latach 1943–1944.

### Objazdy
Przed każdym występem na scenie pojawiał się lekarz z agitacyjnym wykładem na temat tyfusu, braku higieny i roli Żydów w roznoszeniu zarazków. Występy teatru planowano według „klucza etnicznego”: w miastach, gdzie znajdowały się getta, duże skupiska ludności żydowskiej, w rejonach obozów zagłady. Często trasy pokrywały się z miejscami prezentacji objazdowych wystaw „Światowa zaraza żydowska”.
Po inauguracji w Tarnowie teatr występował w Jaśle, Gorlicach, Nowym Targu, Nowym Sączu i Krynicy. We wrześniu 1942 odbyło się kilkanaście występów w Krakowie, do końca października odwiedzono Miechów, Jędrzejów, Kielce, Skarżysko-Kamienną, Starachowice, Radom, Końskie, Opoczno, Piotrków, Tomaszów Mazowiecki i Częstochowę. Drugie tournée rozpoczęło się 20 listopada w Lublinie, gdzie w ciągu trzech dni odbyły się po dwa spektakle dziennie, potem Kwarantannę pokazano w Puławach, Dęblinie, Łukowie, Chełmie, Białej Podlaskiej, Lubartowie, Zamościu i Hrubieszowie. W drugim objeździe odwiedzano miasta z rejonu obozów zagłady Bełżec, Sobibór i Majdanek. W styczniu 1943 odbył się objazd po dystrykcie warszawskim i lwowskim.

#### Pierwszy zespół
Reżyseria: Zbigniew Filus, obsada: Lidia Kownacka (jako Irena), Zbigniew Krzyżanowski (Izaak Sarna), Józef Danek-Dwornicki (dyrektor oszukiwany przez Sarnę), Tadeusz Hoffmann (lekarz; ta postać była głównym nośnikiem antysemickiej propagandy), Maria Grabowska (gospodyni), Zofia Molicka (artystka Jadwiga), Franciszek Buratowski (muzyk Włodzimierz), Eugeniusz Orłowski (spekulant żywnościowy Herszkowicz) i inni.

### Reakcje widzów

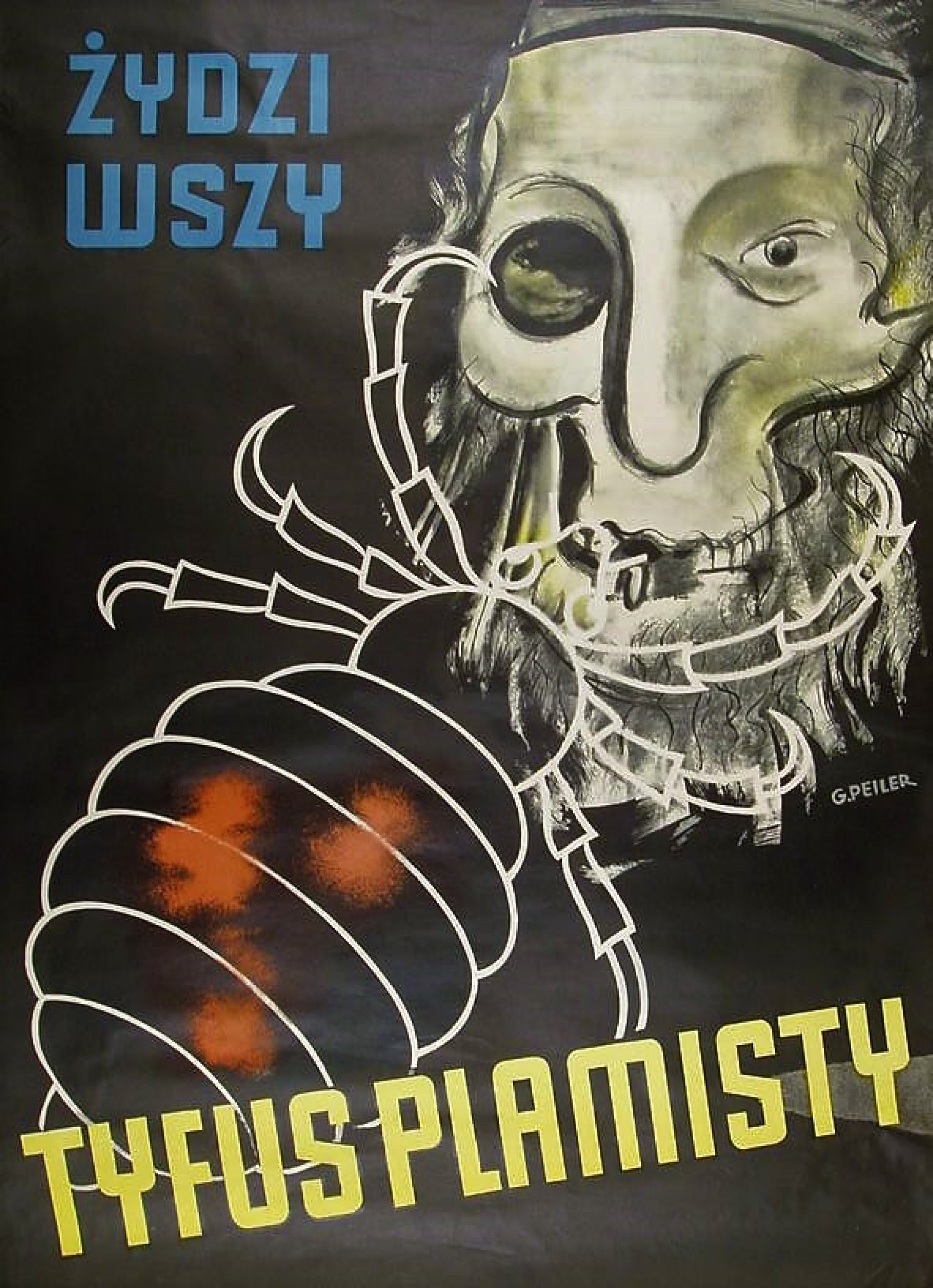
Plakat przypisujący Żydom przenoszenie chorób zakaźnych

Prasa gadzinowa relacjonowała występy jako żywo przyjmowane przez publiczność, stojące na wysokim poziomie artystycznym, dające rozrywkę, ale przede wszystkim poruszające ważkie społeczne problemy i przynoszące naukę. Przedstawienia Kwarantanny miały zapewnioną dobrą oprawę propagandową, w miastach rozwieszano afisze, agitujące plakaty (m.in. niesławny „Żydzi, wszy, tyfus plamisty”), w większych miastach, jak Kraków czy Warszawa, gazeciarze roznosili ulotki. Na przedstawienia obowiązkowo kierowano uczniów i Polaków pracujących w niemieckich przedsiębiorstwach oraz urzędników, których obecność sprawdzali niemieccy zwierzchnicy.
Według powojennych zeznań świadków w procesie Kwarantanny i Teatru Objazdowego, z własnej woli bilety na sztukę kupowali folksdojcze oraz niewyrobiona publiczność, spragniona byle jakiej rozrywki. W lipcu 1943 w Warszawie odbyły się dwa przedstawienia otwarte, przy słabej frekwencji. „Biuletyn Informacyjny” relacjonował, że spotkały się one z takimi objawami wstrętu, hasłami i przeszkodami, że żadnego nie dokończono bez awantur, aż do sprowadzenia niemieckiej policji włącznie; zajścia na widowni zorganizował zespół Organizacji Małego Sabotażu „Wawer”. Osoby występujące w Kwarantannie otrzymywały anonimy od działaczy podziemia.

## Procesy powojenne
W lipcu-sierpniu 1949 oraz w sierpniu–wrześniu 1950 autorzy i aktorzy związani z Teatrem Objazdowym sądzeni byli przed Sądem Wojewódzkim i Apelacyjnym w Warszawie. Wewnętrzne dochodzenie w sprawie i jej dokumentację prowadził od czasu oficjalnej restytucji w sierpniu 1945 ZASP. W głównym procesie w 1949 sądzono Halinę Rapacką (zaocznie), Tadeusza Hoffmana (kara 10 lat pozbawienia wolności) i Tadeusza Wołowskiego (kara 5 lat, z zaliczeniem tymczasowego aresztowania od 1948, zmniejszona po apelacji na 3 lata, w kwietniu 1951 ułaskawiony przez Bieruta).
Aktor Eugeniusz Łubieniewski, jak kilkoro innych, tłumaczył podjęcie występów w Kwarantannie złą sytuacją materialną. Aktorka Lidia Kownacka podkreślała, że wspólnie z kolegami starała się niwelować albo opuszczać drastyczne momenty, akcentując scenki humorystyczne i miłosne, co miało wywoływać ze strony Lippitscha i Hoffmana oskarżenia o sabotaż i ich kolejne groźby wobec zespołu. Z kolei reżyser Zbigniew Filus uważał, że w napisanej przez Polkę sztuce nie było ani jednego słowa przeciwko narodowi polskiemu, a z objazdów zrezygnował z powodu atmosfery zastraszenia tworzonej przez kierowników zespołu.
Występujący przed sądem jako ekspert Stanisław Lorentz, kierujący w czasie okupacji Działem Kultury Delegatury Rządu, stwierdził, że całość akcji „propagandy antytyfusowej” przyniosła Niemcom rezultaty. Z jednej strony wyzwalała złe instynkty ludzkie dając im pozorne usprawiedliwienie, że chodzi tu o rzekomą obronę przed chorobą, a z drugiej strony stanowiła znakomity środek do wzmocnienia istniejących w części społeczeństwa tendencji antysemickich.